# Copidognathus felicis
Copidognathus felicis är en kvalsterart som beskrevs av Newell 1971. Copidognathus felicis ingår i släktet Copidognathus och familjen Halacaridae. Inga underarter finns listade i Catalogue of Life.